# Жиро, Пьер Франсуа Эжен

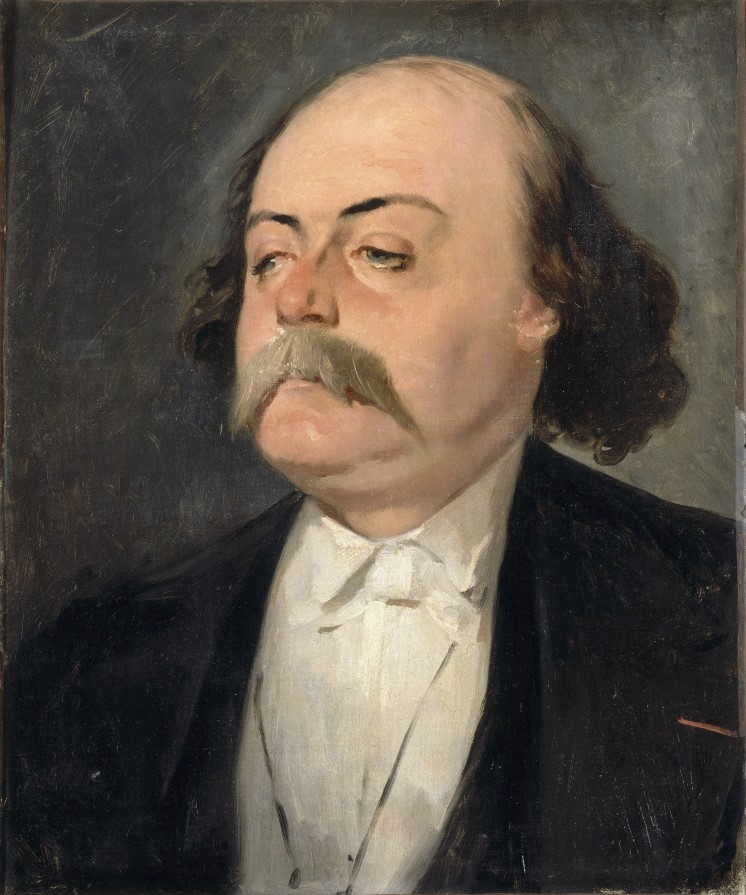
Портрет Гюстава Флобера работы Жиро

Пьер Франсуа Эжен Жиро (фр. Pierre François Eugène Giraud; 9 августа 1806, Париж, — 28 декабря 1881) — французский жанрист и портретист, ученик Эрсана и Ришома, занимался гравированием и получил за достижения большую Римскую премию, но потом посвятил себя почти исключительно живописи. Брат Себастьена Жиро.

## Биография
Прожив довольно долго в Италии, сопровождал Александра Дюма в его поездках в Испанию в 1844 году и на Восток в 1847 году.
Из немногочисленных гравюр этого художника лучшими надо признать «Мадонну с зелёной подушкой» с Соларио и «Портрет Ришарда» с Рубенса. Что касается до его картин, то они изображают либо исторически-бытовые сюжеты, либо сцены современной ему итальянской, испанской и восточной жизни, и отличаются грациозностью композиции, нередко с расчетом слегка возбудить чувственность зрителя, и элегантностью исполнения. Последняя составляет главное достоинство также и его портретов.
Посетителей парижских салонов приводили в восторг его «Танец в гранадской харчевне» (1853), «Каирская танцовщица», «La devisa» (сцена боя быков в Испании, 1869), «Отъезд Конде в армию», «Разочарование» (1873); «Продавщица ювелирных вещей в гареме» (1874); «Торговец старыми книгами» и «Цветочный рынок во времена Директории».